# روبرت بي تي كوفين
روبرت بي تي كوفين (بالإنجليزية: Robert P. T. Coffin)‏ هو أستاذ جامعي ومدرس وشاعر أمريكي، ولد في 18 مارس 1892 في برونزويك في الولايات المتحدة، وتوفي في 20 يناير 1955 في بورتلاند في الولايات المتحدة.

## وصلات خارجية
- روبرت بي تي كوفين على موقع الموسوعة البريطانية (الإنجليزية)
- روبرت بي تي كوفين على موقع إن إن دي بي (الإنجليزية)